# Opština Kladovo
Opština Kladovo (v srbské cyrilici Општина Кладово) je srbská základní jednotka územní samosprávy ve východním Srbsku. V roce 2011 zde žilo 23 626 obyvatel. Sídlem správy opštiny je město Kladovo.
Území opštiny se nachází v blízkosti srbských Karpat, ze tří stran sousedí s řekou Dunajem, který představuje přirozenou hranici Srbska s Rumunskem.

## Sídla
V opštině se nachází celkem 23 sídel:
| - Brza Palanka - Grabovica - Davidovac - Kladovo - Kladušnica - Korbovo - Kostol - Kupuzište | - Ljubičevac - Mala Vrbica - Manastirica - Milutinovac - Novi Sip - Petrovo Selo - Podvrška - Reka | - Rečica - Rtkovo - Tekija - Vajuga - Velesnica - Velika Vrbica - Velika Kamenica |